# Iakoub Kolas
Iakoub Kolas (en biélorusse : Яку́б Ко́лас), de son vrai nom Kanstantsine Mikhaïlavitch Mitskievitch (Канстанці́н Міха́йлавіч Міцке́віч), est un écrivain biélorusse né le 22 octobre 1882 (3 novembre dans le calendrier grégorien) à Stowbtsy et mort le 13 août 1956 à Minsk.

## Biographie
Né dans la famille d'un garde forestier du nom de Mikhaïl Mitskievitch, Iakoub Kolas est scolarisé dans un séminaire de Niasvij dont il obtient le diplôme en 1902. Instituteur dans le raïon de Pinsk en 1902-1906, il fait ses débuts littéraires dans une revue biélorusse Nacha dolia, en publiant le poème Chère patrie (Край родимый). Il sera emprisonné pour avoir participé au premier congrès clandestin d'enseignants biélorusses organisé par le membre du Parti ouvrier social-démocrate de Russie Alès Senkevitch dans l'oblast de Mykolaïv en juillet 1906. Il purge sa peine dans la prison Volodar de Minsk en 1908-1911. Il travaille de nouveau comme instituteur en 1912-1914 à Pinsk. Là, naît son fils ainé Danila, qui deviendra plus tard le premier directeur du musée de son père.
Installé dans l'oblast de Moscou en 1915 il est mobilisé la même année dans l'armée et après une formation d'un an à l'école des officiers de Moscou est envoyé dans une unité de réserve de Perm, puis, en 1917, se retrouve sur le front roumain.
Démobilisé en 1918, il devient instituteur à Oboïan. En mai 1921, il déménage à Minsk et se consacre au travail littéraire et de recherche. Il a été « poète du peuple » de la République soviétique de Biélorussie (1926), membre (1928) puis vice-président (1929) de l’Académie des sciences de la RSS de Biélorussie.
Lors de la Seconde Guerre mondiale, il est évacué dans l'oblast de Moscou, à Tachkent et à Moscou et ne rentrera à Minsk qu'en 1944.
Député du Soviet suprême de l'Union soviétique en 1946-1956 et président du comité pour la paix de la République soviétique de Biélorussie, il a reçu le prix Staline en 1946 et 1949. Iakoub Kolas est enterré au cimetière militaire de Minsk.

## Œuvres
Il a écrit des recueils de poèmes : Chants de captivité (1908) et Chants de tristesse (Песьні-жальбы, 1910), des poèmes comme La Nouvelle Terre (Новая зямля, 1923) et Simon le musicien (Сымон-музыка, 1925), des récits et des pièces de théâtre. Son poème La Cabane du pêcheur (Рыбакова хата, 1947) concerne les combats qui ont suivi l'annexion de la Biélorussie à l'État soviétique. Sa trilogie À un croisement (1954) est consacrée à la vie de la paysannerie biélorusse et de l'intelligentsia démocratique avant la Révolution.

## Récompenses et distinctions
- ordre de Lénine : 1939, 1948, 1951, 1952
- Ordre du Drapeau rouge du Travail : 1946,
- Ordre du Drapeau rouge : 1943,
- prix Staline :
  - 1946, pour les poèmes Salar, Voix de la Terre, Vers l'Occident, À mon ami, Chemin autochtone, En mai, Chemin de la victoire
  - 1949, pour le poème Cabane de pêcheur (1947)